# Sybrandt van Noordt junior

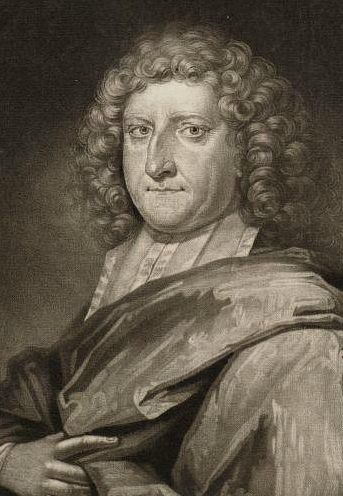
Sybrandt van Noordt junior

Sybrandt (Sybrandus) van Noordt junior (gedoopt Amsterdam, 10 augustus 1659 – begraven 25 februari 1705) was een Nederlands componist en musicus.

## Leven
Hij was zoon van fluitist, organist en beiaardier Jacobus van Noordt en Elsje Corvers die hem op 10 augustus 1659 lieten dopen in de Oude Kerk. Zijn oom Anthonie van Noordt en de rijke Anna van Erkel (meter, latere vrouw van schilder Ferdinand Bol) waren bij de doop aanwezig. Hij was getrouwd met Debora de Goyer en woonde zijn laatste levensjaren aan de Vijzelstraat. Hij werd op 25 februari 1705 in de Nieuwe Kerk begraven.
Van Noordt was organist aan de Oude Kerk in Amsterdam (van 1679 tot 1692) en aan de Kathedrale basiliek Sint Bavo in Haarlem (van 1692 tot 1695). Ook was hij beiaardier in Haarlem. Vanaf 1695 was hij weer te vinden in Amsterdam.

## Componist
Hij werd bekend als componist omdat van hem als een der eerste Nederlanders rond 1690 een aantal sonates voor klavecimbel zijn gepubliceerd door de Amsterdamse muziekuitgever Roger. Deze sonates worden qua vorm gezien als de eerste Nederlandse pianosonates. Zijn werken zijn gesigneerd in het Italiaans met "composta dal sigr. Sibrando van Noordt".
Van Noordts bundel sonates is geschreven als opus 1. Er zijn geen andere werken bekend. Opus 1 bevat werken in verschillende bezettingen, en werd oorspronkelijk uitgegeven in 1690. Zijn werk wordt gerekend tot de barokmuziek van de Lage Landen.
- Sonate a cimbalo solo in a mineur, (1690), er zijn hiervan twee edities gepubliceerd (in 1947 en 1948 onder toezicht van Hans Brandts Buys en W.H. Thijsse), er is hiervan ook een versie voor viool en basso continuo. De Nederlandse klavecinist Bob van Asperen maakte van dit werk een reconstructie.
De delen zijn:
  1. Adagio - Allegro - Adagio - Allegro
  2. Adagio - Vivace - Adagissimo
- Sonate per il cimbalo appropriate al flauto & violino (gepubliceerd in 1978)
- Sonate in F voor altblokfluit & basso continuo (gepubliceerd in 1978)

- Bibliothèque nationale de France: cb13946890d (data)
- Gemeinsame Normdatei: 131770004
- International Standard Name Identifier: 0000 0001 1587 2854
- Library of Congress Control Number: n80099996
- MusicBrainz: 5717e1ed-b715-43ab-bae6-78c2ef47f4b8
- Nationale Bibliotheek van Tsjechië: xx0186072
- Nationale Bibliotheek van Israël: 987007415246805171
- Nederlandse Thesaurus van Auteursnamen: 074691767
- Virtual International Authority File: 3777746
- WorldCat: E39PBJrCdTt7y8HWJgmfYyRFrq